# دوغ هوكينز
دوغ هوكينز (بالإنجليزية: Doug Hawkins)‏ هو معلق رياضي أسترالي، ولد في 5 مايو 1960.

## وصلات خارجية
- دوغ هوكينز على موقع AustralianFootball.com (الإنجليزية)
- دوغ هوكينز على موقع AFLtables.com (الإنجليزية)